# 最终幻想编年史
《最终幻想编年史》是史克威尔公司电子角色扮演游戏《最终幻想IV》和《时空之轮》的合辑，由索尼电脑娱乐于2001年6月29日在北美PlayStation平台发行。《最终幻想IV》和《时空之轮》之前于1997年和1999年在日本PlayStation平台发行，两部游戏皆由东星软件从超级任天堂版移植。两部游戏皆新增了附加功能，如插画画廊、怪物图鉴和过场动画——包括《最终幻想IV》的计算机全动态影像和《时空之轮》遍穿游戏的动画过场。
《最终幻想编年史》获得玩家和媒体的好评，评论称赞了周边功能，以及史克威尔为新世代玩家提供经典角色扮演游戏的事实。相反的，评论者因其糟糕的模拟功能，尖锐批评了地图与战斗间“又长又频繁的载入”。游戏在2003年6月作为索尼的精选辑再次发行。

## 游戏玩法
如同电子角色扮演游戏的的惯例，玩家在《最终幻想IV》和《时空之轮》中控制一組角色。依照查看方法和控制角色，遊戲被分為三类型不同的“画面”：角色穿过不同地区的世界地图；探索城镇迷宫等地的场景地图；以及角色和怪物等敌人作战的战斗画面。

### 最终幻想IV
《最終幻想IV》引入了由伊藤裕之设定的即時戰鬥系統。玩家需要在战斗中“实时”给角色下指令。各角色因长处与短板而保持平衡；例如一个强大的魔法师防御会较低，而战士敏捷性则比较低。

### 时空之轮
《时空之轮》和传统角色扮演游戏随机遇敌的常规不同，游戏多数敌人会直接在场景地图中显示，或是等在某处埋伏角色队伍。与场景地图的敌人接触就会发生战斗，战斗场景会直接在地图上出现，而非使用单独的战斗窗口。《时空之轮》更新了《最终幻想IV》即时战斗系统的模式，增加依照敌人位置和角色能力的“技能”。其他功能包括时间旅行和“二周目”选项。

## 開發
《最終幻想編年史》收錄了東星軟體之前移植，并在日本独立發行的《最终幻想IV》和《时空之轮》，《最终幻想IV》还随合辑《最终幻想收藏集》在再度在日本发行。《编年史》由青木和彦担当设计监制总监，深谷文明担任监督，今井明弘担任制作人。游戏继《最终幻想V》与《最终幻想VI》的合辑《最终幻想选集》后创作。
原版《最终幻想IV》以“Final Fantasy II”为名于1991年在北美发行，该版本较“易化”修改版做了多种变更。《最终幻想编年史》移除了之前的变更，并在重新本地化版中使用了更接近时田贵司剧本的新翻译。时空之轮与1995年发行，并已由泰德·伍尔西本地化，但《最终幻想编年史》中做了额外的修改。
两个游戏都加入了全动态影像。《最终幻想IV》配有电脑制作的动画过场，《时空之轮》配有鸟山明设计“能进一步诉说《时空之轮》故事”的动画风格过场。《最终幻想IV》的新游戏功能包括双玩家模式，“增强并加速游戏”的“快跑功能”，以及“节约存档时间”的“备忘文件”系统。《时空之轮》没有加入游戏功能，代之的是“附加模式”。该模式为展示怪物图鉴与开发原画的数据库。

### 促销与周边商品
早在2000年，《最终幻想IV》与《时空之轮》合辑就曾获考虑，而《最终幻想选集》的成功成为了一个关键因素。史克威尔艺电在2001年4月17日宣布了《最终幻想编年史》的消息，总裁岩崎顺提到请求再次发行《时空之轮》者“人数踊跃”，并相信其与《最终幻想IV》的合辑将“吸引原版游戏爱好者，并为我们的一些经典游戏引来新世代玩家”。为庆祝电影《最终幻想 灵魂深处》和《最终幻想编年史》的发行，7月10日在旧金山舉辦了一場活动。活動舉辦了cosplay大賽、紀念品抽獎，並開了可以玩《最終幻想編年史》與《最終幻想X》的展位。
《最終幻想編年史》的音樂是一套兩個獨立發行的光碟，其由TokyoPop發行。《最終幻想IV官方原聲》與《时空之轮官方原聲》同於2001年8月21日發行。《最終幻想IV官方原聲》和遊戲原聲專輯《最終幻想IV原聲版》幾乎相同；唯音樂由東星軟體重錄而導致細微不同、一些歌曲名略作修改，以及加入了第45首曲目《愛之主題曲（重編）》，該歌曲收錄於之前《鋼琴曲輯 最終幻想IV》的第二首曲目。專輯目錄號為TPCD 0210-2，計45首曲目，62分鐘。《时空之轮原聲音樂》是《时空之轮》的專輯。該專輯基本改編自PlayStation版遊戲的原聲專輯《时空之轮原聲音樂》；25首樂曲的前21首和《时空之轮原聲音樂》相同，接下來的三個曲目相當於《原聲音樂》的22、23和29，最後一首曲目和《时空之轮》音樂改編專輯《時之盡頭》的第二首曲目相同。專輯計73分3秒，目錄號為TPCD 0209-2。除了專輯外，《最終幻想編年史》還有由Dan Birlew編寫的攻略本，其由BradyGames於2001年7月2日發行。

## 評價
《最終幻想編年史》獲得評論和商業成功，在發行首兩周中成為最暢銷PlayStation遊戲，並在評論匯總網站Metacritic獲89%的平均分。遊戲網站IGN為其打了9.4分並頒發“編輯推薦獎”，評論稱遊戲是RPG愛好者“必買”的遊戲。
GameSpot評論員布萊德·舒梅克為遊戲打了8.5分，但稱《最終幻想IV》中的“聲音效果壓抑”，並不滿於《时空之轮》的頻繁載入。他補充稱，遊戲在最初發行時視覺效果“令人驚歎”，但以現在看來則過時且“会让寻找快感者的游戏消费离开”。Gaming Age的馬庫斯·賴對附加內容感到失望，其將稱移植版成為“准系統遊戲”，並稱兩部遊戲的全動態影像“都很好看，但增色不多”。